# نهر ستويكان
نهر ستويكان هو رافد لنهر لوبوايا في رومانيا. يعبر النهر منطقة مناجم فحم.